# Brachycephalus tridactylus
Espèce
Brachycephalus tridactylus est une espèce d'amphibiens de la famille des Brachycephalidae.

## Répartition
Cette espèce est endémique du Paraná au Brésil. Elle se rencontre vers 900 m d'altitude dans la Serra do Morato à Guaraqueçaba.

## Publication originale
- Garey, Lima, Hartmann & Haddad, 2012 : A new species of miniaturized toadlet, genus Brachycephalus (Anura: Brachycephalidae), from southern Brazil. Herpetologica, vol. 68, no 2, p. 266-271.